# Église Saint-Martin de Craonne
L'église Saint-Martin est une église située à Craonne, dans le département de l'Aisne, en France.

## Localisation
L'église est située sur la commune de Craonne, dans le département de l'Aisne.

## Historique
L'église datant de 1931, a fait l'objet d'un dossier de l'Inventaire général du patrimoine culturel le 24 mars 2006,.